# Simply Red 25: The Greatest Hits
Simply Red 25: The Greatest Hits é um álbum dos melhores êxitos da banda Simply Red, lançado em 2008.
Tanto um como padrão e Deluxe Edition, que continha material de seus 25 anos de carreira. Foi lançado como um formato de dois discos, bem como um DVD e dois discos Deluxe Edition. O single, "Go Now" foi lançado a partir do álbum. Foi um êxito moderado, até agora culminam em # 9 no UK Álbuns Chart.

## Faixas
Disco 1
1. "Sunrise"
2. "Stars"
3. "New Flame"
4. "Holding Back the Years"
5. "It's Only Love"
6. "Right Thing"
7. "Your Mirror"
8. "For Your Babies"
9. "Air That I Breathe"
10. "Night Nurse"
11. "Ain't That a Lot Of Love"
12. "Fake"
13. "Ev'ry Time We Say Goodbye"

Disco 2
1. "You've Got It"
2. "Say You Love Me"
3. "So Not Over You"
4. "Angel"
5. "Never Never Love"
6. "Home"
7. "You Make Me Feel Brand New"
8. "Something Got Me Started"
9. "Money's Too Tight to Mention"
10. "Fairground"
11. "If You Don't Know Me By Now"
12. "Go Now"

DVD (apenas Deluxe Editon)
1. Money's Too Tight (To Mention)
2. Holding Back The Years
3. The Right Thing
4. Infidelity
5. Ev’ry Time We Say Goodbye
6. It's Only Love
7. A New Flame
8. If You Don't Know Me By Now
9. You've Got It
10. Stars
11. Something Got Me Started
12. Your Mirror
13. For Your Babies
14. Fairground
15. Never Never Love
16. Angel
17. Night Nurse
18. Say You Love Me
19. The Air That I Breathe
20. Ain't That A Lot Of Love
21. Sunrise
22. Fake
23. Brand New
24. Home
25. So Not Over You

## Posição nas paradas
| Posição(2008)        | Topo |
| -------------------- | ---- |
| Áustria              | 25   |
| Albums Top 50        | 31   |
| Dinamarca            | 11   |
| Mega Charts          | 3    |
| Irish Albums Chart   | 26   |
| FIMI                 | 13   |
| Media Control Charts | 17   |
| RIANZ                | 11   |
| Portugal             | 8    |
| Suíça                | 22   |
| UK Albums Chart      | 9    |